# Sophie Hahn
Sophie Hahn (Nottingham, 23 gennaio 1997) è un'atleta paralimpica britannica specializzata nella velocità.
Compete nella categoria T38 per via della paralisi cerebrale infantile che ha dalla nascita.

## Biografia
Nel 2013 prese per la prima volta parte ai campionati del mondo paralimpici di Lione conquistando la medaglia d'oro nei 100 metri T38, con una prestazione da record mondiale, e quella d'argento nei 200 metri T38. L'anno successivo fu invece la volta dei campionati europei paralimpici, dove portò a casa tre medaglie d'oro nei 100 metri T38, nei 400 m T38 e nella staffetta 4×100 metri T35-T38.
Ai mondiali paralimpici di Doha 2015 conquistò due medaglie d'oro, con i relativi record mondiali, nei 100 metri T38 e nella staffetta 4×100 metri T35-T38, oltre alla medaglia d'argento nei 200 metri T38. Il 2016 fu la volta dei campionati europei paralimpici di Grosseto e dei Giochi paralimpici di Rio de Janeiro: ai primi concluse con due medaglie d'oro nei 100 metri T38 e nella staffetta 4×100 metri T35-T38 e una medaglia d'argento nei 200 metri T38; nei secondi si laureò campionessa paralimpica dei 100 metri T38 e conquistò la medaglia d'argento nella staffetta 4×100 metri T38.
Nel 2017 partecipò ai campionati del mondo paralimpici di Londra, dove ottenne due medaglie d'oro nei 100 e 200 metri T38. L'anno successivo partecipò ai Giochi del Commonwealth di Gold Coast, dove fu medaglia d'oro nei 100 metri T38. Pochi mesi dopo, ai campionati europei di atletica leggera paralimpica di Berlino vinse le gare dei 100 e 200 metri T38 e della staffetta 4×100 metri T35-T38.
Nel 2019 fu medaglia d'oro nei 100 e 200 metri T38 ai campionati del mondo paralimpici di Dubai, dove fece registrare il record del mondo in entrambe le discipline.

## Record nazionali
- 100 metri piani T38: 12"38 ( Dubai, 12 novembre 2019)
- 200 metri piani T38: 25"92 ( Dubai, 13 novembre 2019)

## Progressione

### 100 metri piani T38
| Stagione | Tempo | Luogo          | Data       | Rank. Mond. |
| -------- | ----- | -------------- | ---------- | ----------- |
| 2019     | 12"38 | Dubai          | 12-11-2019 | 1ª          |
| 2018     | 12"46 | Gold Coast     | 12-4-2018  | 1ª          |
| 2017     | 12"44 | Londra         | 22-7-2017  | 1ª          |
| 2016     | 12"62 | Rio de Janeiro | 8-9-2016   | 1ª          |
| 2015     | 12"60 | Doha           | 22-10-2015 | 1ª          |
| 2014     | 13"04 | Loughborough   | 18-5-2014  | 1ª          |
| 2013     | 13"10 | Lione          | 24-7-2013  | 1ª          |

### 200 metri piani T38
| Stagione | Tempo | Luogo    | Data       | Rank. Mond. |
| -------- | ----- | -------- | ---------- | ----------- |
| 2019     | 25"92 | Dubai    | 13-11-2019 | 1ª          |
| 2018     | 25"93 | Londra   | 21-7-2018  | 1ª          |
| 2017     | 26"11 | Londra   | 15-7-2017  | 1ª          |
| 2016     | 26"67 | Grosseto | 12-6-2016  | 2ª          |
| 2015     | 26"82 | Doha     | 29-10-2015 | 2ª          |
| 2014     | 27"67 | Bedford  | 31-5-2014  | 1ª          |
| 2013     | 27"56 | Lione    | 21-7-2013  | 2ª          |

## Palmarès
| Anno | Manifestazione          | Sede           | Evento             | Risultato | Prestazione | Note                          |
| ---- | ----------------------- | -------------- | ------------------ | --------- | ----------- | ----------------------------- |
| 2013 | Mondiali paralimpici    | Lione          | 100 m piani T38    | Oro       | 13"10       | Record mondiale               |
| 2013 | Mondiali paralimpici    | Lione          | 200 m piani T38    | Argento   | 27"73       |                               |
| 2014 | Europei paralimpici     | Swansea        | 100 m piani T38    | Argento   | 13"72       |                               |
| 2014 | Europei paralimpici     | Swansea        | 400 m piani T38    | Argento   | 1'07"16     |                               |
| 2014 | Europei paralimpici     | Swansea        | 4×100 m T35-T38    | Argento   | 53"84       |                               |
| 2015 | Mondiali paralimpici    | Doha           | 100 m piani T38    | Oro       | 12"60       | Record mondiale               |
| 2015 | Mondiali paralimpici    | Doha           | 200 m piani T38    | Argento   | 26"82       | Miglior prestazione personale |
| 2015 | Mondiali paralimpici    | Doha           | 4×100 m T35-T38    | Oro       | 52"22       | Record mondiale               |
| 2016 | Europei paralimpici     | Grosseto       | 100 m piani T38    | Oro       | 12"87       | Record dei campionati         |
| 2016 | Europei paralimpici     | Grosseto       | 200 m piani T38    | Argento   | 26"67       |                               |
| 2016 | Europei paralimpici     | Grosseto       | 4×100 m T35-T38    | Oro       | 51"63       | Record mondiale               |
| 2016 | Giochi paralimpici      | Rio de Janeiro | 100 m piani T38    | Oro       | 12"62       |                               |
| 2016 | Giochi paralimpici      | Rio de Janeiro | 4×100 m T35-T38    | Argento   | 51"07       |                               |
| 2017 | Mondiali paralimpici    | Londra         | 100 m piani T38    | Oro       | 12"44       | Record mondiale               |
| 2017 | Mondiali paralimpici    | Londra         | 200 m piani T38    | Oro       | 26"11       | Record mondiale               |
| 2018 | Giochi del Commonwealth | Gold Coast     | 100 m piani T38    | Oro       | 12"46       | Record dei campionati         |
| 2018 | Europei paralimpici     | Berlino        | 100 m piani T38    | Oro       | 12"52       | Record dei campionati         |
| 2018 | Europei paralimpici     | Berlino        | 200 m piani T38    | Oro       | 26"51       | Record dei campionati         |
| 2018 | Europei paralimpici     | Berlino        | 4×100 m universale | Oro       | 48"73       |                               |
| 2019 | Mondiali paralimpici    | Dubai          | 100 m piani T38    | Oro       | 12"38       | Record mondiale               |
| 2019 | Mondiali paralimpici    | Dubai          | 200 m piani T38    | Oro       | 25"92       | Record mondiale               |
| 2019 | Mondiali paralimpici    | Dubai          | 4×100 m universale | dq        | dq          |                               |
| 2022 | Giochi del Commonwealth | Birmingham     | 100 m piani T38    | Argento   | 13"09       |                               |
| 2023 | Mondiali paralimpici    | Parigi         | 100 m piani T38    | Bronzo    | 12"73       |                               |
| 2023 | Mondiali paralimpici    | Parigi         | 200 m piani T38    | Bronzo    | 26"35       |                               |
| 2023 | Mondiali paralimpici    | Parigi         | 4×100 m universale | Argento   | 47"17       |                               |